# VERSUS「對抗！」
《VERSUS「對抗！」》是ONE原著、bose構成、東京太郎作畫的異世界奇幻題材的日本漫畫，於2022年11月26日在《月刊少年天狼星》連載。2024年5月23日，為紀念第3卷發售而邀請中村悠一擔任宣傳影片的旁白。
本作講述，為抵抗「天敵」而召喚其他世界的人類協助的魔法世界，陰差陽錯將13個異世界的人類與各自的「天敵」融合成一個世界，這荒唐的世界人類如何求生。

## 剧情简介
由於魔族的崛起和入侵，人類被壓迫了數百年，世界被大魔王和他的47個手下魔王所統治，人們雖然對「天敵」魔族心存恐懼，但仍從世界各地選拔出47人，任命他們為「勇者」並做好與魔王軍作戰的準備。
聚集在一起的47位勇者各自率領隊伍，踏上討伐指定魔王的旅程，但半年後，勇者們相繼失敗，由第11位倖存的勇者哈洛領導的隊伍也被魔王的壓倒性力量所壓制。
後來為抵抗「天敵」而召喚其他世界的人類協助，卻也因此陰差陽錯將13個世界的人類與各自的「天敵」融合成一個世界。

## 用語解說

### 天敵
在作品中所有出現的世界中，對人類造成絕對性威脅的對象。
每個世界的人類對所在世界天敵的抵抗能力都十分有限。所有世界的人類均被其所處世界天敵逼到有滅亡的危險。

### 天敵世界
人類即將被天敵逼至滅亡的世界。這些世界因為各自世界人類使用的最後求助手段及其他因素影響，能量互相吸引，跨越次元，最終導致所有的天敵世界被融合為了作中現在的世界。
關於所有參與融合的13個天敵世界：

## 創作
作者ONE表示本作的靈感來源是近期流行的詞彙「異世界」。
ONE從很久以前就想以不同的角度，探討當代流行的「異世界」作品，由此诞生由數個不同的世界合併以及多個頂級掠食者湧入的作品。

由於本作的世界觀龐大，ONE無法同時勝任原著與作畫，因此天狼星的編輯推薦東京太郎來作畫，東京太郎覺得很有趣接受擔任作畫，ONE認為此部作品世界觀龐大，分鏡到作畫讓作業量過多，同時有其他部作品在連載的東京太郎老師可能無法負擔，於是找來老友bose做分鏡構成。
就這樣，ONE負責撰寫劇本，bose將劇情轉換成分鏡，最後由東京太郎老師完成最後作畫，三人分工合作的作品就此誕生。

## 出版書籍

### 漫畫
| 卷數 | 讲谈社（日本） | 讲谈社（日本）         | 東立出版社（臺灣）            | 東立出版社（臺灣）                                          |
| 卷數 | 發售日期       | ISBN                   | 發售日期                      | ISBN                                                        |
| ---- | -------------- | ---------------------- | ----------------------------- | ----------------------------------------------------------- |
| 1    | 2023年4月7日   | ISBN 978-4-065-30578-2 | 2023年11月20日 2023年11月27日 | ISBN 978-6-263-72924-7（首刷限定版） ISBN 978-6-263-72627-7 |
| 2    | 2023年11月9日  | ISBN 978-4-065-33522-2 | 2024年4月26日                 | ISBN 978-6-260-20745-8                                      |
| 3    | 2024年5月9日   | ISBN 978-4-065-35448-3 | 2024年9月5日                  | ISBN 978-6-260-22199-7                                      |
| 4    | 2024年11月8日  | ISBN 978-4-065-37395-8 | 2025年5月22日 2025年5月29日   | ISBN 978-6-260-24311-1（首刷限定版） ISBN 978-626-02-4225-1 |
| 5    | 2025年5月9日   | ISBN 978-4-065-39375-8 |                               |                                                             |

## 迴響
2024年，本作先於下一部人氣漫畫大賞的紙本漫畫類別中得獎，排名15。後又於第49屆的講談社漫畫獎獲得少年部門獎。此外，本作也受到《月刊少年天狼星》的主編山口崇推薦。
曾採訪小說和漫畫等作品的主編岡田勘一表示《VERSUS「對抗！」》有與《佐佐木與文鳥小嗶》類似現實世界和異世界之間穿梭的設定。評論員松浦惠介表示因原作者ONE的角色設計技巧和負責作畫的東京太郎的藝術与漫畫格式，讓各世界的角色不會令讀者感到困惑。認為儘管異世界题材已经是全球性詞彙，但任覺得類似《異世界歸來的舅舅》般主角從異世界回歸的作品越多越好。

## 外部連結
- 月刊少年天狼星（日語）